# Amstel Curaçao Race 2009
De Amstel Curaçao Race 2009 was de 8e editie van deze een eendaagse wielerwedstrijd die op het eiland Curaçao wordt verreden. De wedstrijd over 73,6 kilometer vond plaats op 7 november. De koers werd net als in 2007 gewonnen door Alberto Contador.

## Uitslag
| Rang | Naam                         | Land                | Ploeg                   |
| ---- | ---------------------------- | ------------------- | ----------------------- |
| 1    | Alberto Contador             | Spanje              | Astana                  |
| 2    | Thor Hushovd                 | Noorwegen           | Cervélo TestTeam        |
| 3    | Koos Moerenhout              | Nederland           | Rabobank                |
| 4    | Mark Cavendish               | Verenigd Koninkrijk | Team Columbia-High Road |
| 5    | Kenny van Hummel             | Nederland           | Skil-Shimano            |
| 6    | Edvald Boasson Hagen         | Noorwegen           | Team Columbia-High Road |
| 7    | Francisco Salvatierra Terron | Spanje              | Astana                  |
| 8    | Johnny Hoogerland            | Nederland           | Vacansoleil             |
| 9    | Lars Boom                    | Nederland           | Rabobank                |
| 10   | Gabriel Rasch                | Noorwegen           | Cervélo Test Team       |

2002 · 
2003 · 
2004 · 
2005 · 
2006 · 
2007 · 
2008 · 
2009 · 
2010 · 
2011 · 
2012 ·
2013 ·
2014